# Gotála
Gotála (horvátul Gotalovo) falu Horvátországban Kapronca-Kőrös megyében. Közigazgatásilag Golához tartozik.

## Fekvése
Kaproncától 14 km-re északkeletre, községközpontjától 6  km-re északnyugatra, a Dráva bal partján, közvetlenül a magyar határ mellett fekszik.

## Története
A falu a 19. században keletkezett, 1812-ben említik először. A berzencei, később a dörnyei plébániához tartozott, majd 1830-ban a gólai plébániához csatolták. Amikor 1851-ben a Dráva áradása elmosta a szomszédos Trčkovecet annak lakói is ide menekültek. 1855-ben súlyos kolerajárvány pusztított, melyben sokan meghaltak. A falunak 1857-ben 454, 1910-ben 826 lakosa volt. Trianonig Belovár-Kőrös vármegye Kaproncai járásához tartozott. 2001-ben a 404 lakosa volt. A faluban alapiskola működik.

## Külső hivatkozások
- Góla község hivatalos oldala